# Witold Anatoljewitsch Krejer
Witold Anatoljewitsch Krejer (russisch Витольд Анатольевич Креер; * 12. November 1932 in Krasnodar; † 1. August 2020) war ein sowjetischer Leichtathlet. Er gewann 1956 und 1960 die olympische Bronzemedaille im Dreisprung. Bei einer Körpergröße von 1,80 m betrug sein Wettkampfgewicht 70 kg.

## Karriere
Bei den Olympischen Spielen 1956 in Melbourne gewann Krejer die Bronzemedaille mit 16,02 Meter hinter dem Brasilianer Adhemar Ferreira da Silva und dem Isländer Vilhjálmur Einarsson. Bei den Europameisterschaften 1958 schied er in der Qualifikation aus.
1960 bei den Olympischen Spielen in Rom führte vor dem letzten Versuch der Pole Józef Szmidt mit 16,81 Meter vor dem aus Weißrussland stammenden Wladimir Gorjajew mit 16,63 Meter und dem farbigen US-Amerikaner Ira Davis mit 16,41 Meter. Krejer gelang im letzten Versuch eine Weite von 16,43 Meter. Als ihm daraufhin Davis gratulieren wollte, wehrte Krejer die Glückwünsche ab, denn der nun Fünftplatzierte Einarsson hatte noch einen Versuch. Das Publikum im römischen Olympiastadion missverstand Krejers Geste als rassistisch und pfiff Krejer gnadenlos aus. Krejer verstand die Pfiffe nicht, er wusste nicht einmal, dass er gemeint war. Ein sowjetischer Betreuer eilte zu ihm und gemeinsam gingen sie zu Davis, um die Situation zu klären. Dem Publikum konnte aber nichts erklärt werden, und nachdem sich Einarsson nicht verbessern konnte, setzte sich das Pfeifkonzert bei der Siegerehrung fort. Gorjajew führte seinen weinenden Mannschaftskameraden nach der Siegerehrung aus dem Stadion.
Krejer nahm noch an den Europameisterschaften 1962 und an den Olympischen Spielen 1964 teil, kam aber beide Male nicht über die Qualifikation hinaus.
Er wurde 1957 Dritter und 1958 Zweiter bei den Sowjetischen Meisterschaften. 1960 und 1961 wurde er Sowjetischer Meister, 1962 folgte ein zweiter Platz und 1963 wurde er nochmals Dritter. Seine Bestleistung von 16,71 Meter stellte er 1961 auf.
Nach seiner aktiven Karriere war Krejer als Trainer tätig. Er betreute unter anderem den dreifachen Olympiasieger Wiktor Sanejew. Von 1967 bis 1980 war Krejer sowjetischer Nationaltrainer. Später betreute er sowjetische und russische Springer. 2000 war er Trainer des russischen Olympiateams.